# Holstein Kiel
Holstein Kiel este un club de fotbal din Kiel , Germania care evoluează în 2. Bundesliga.

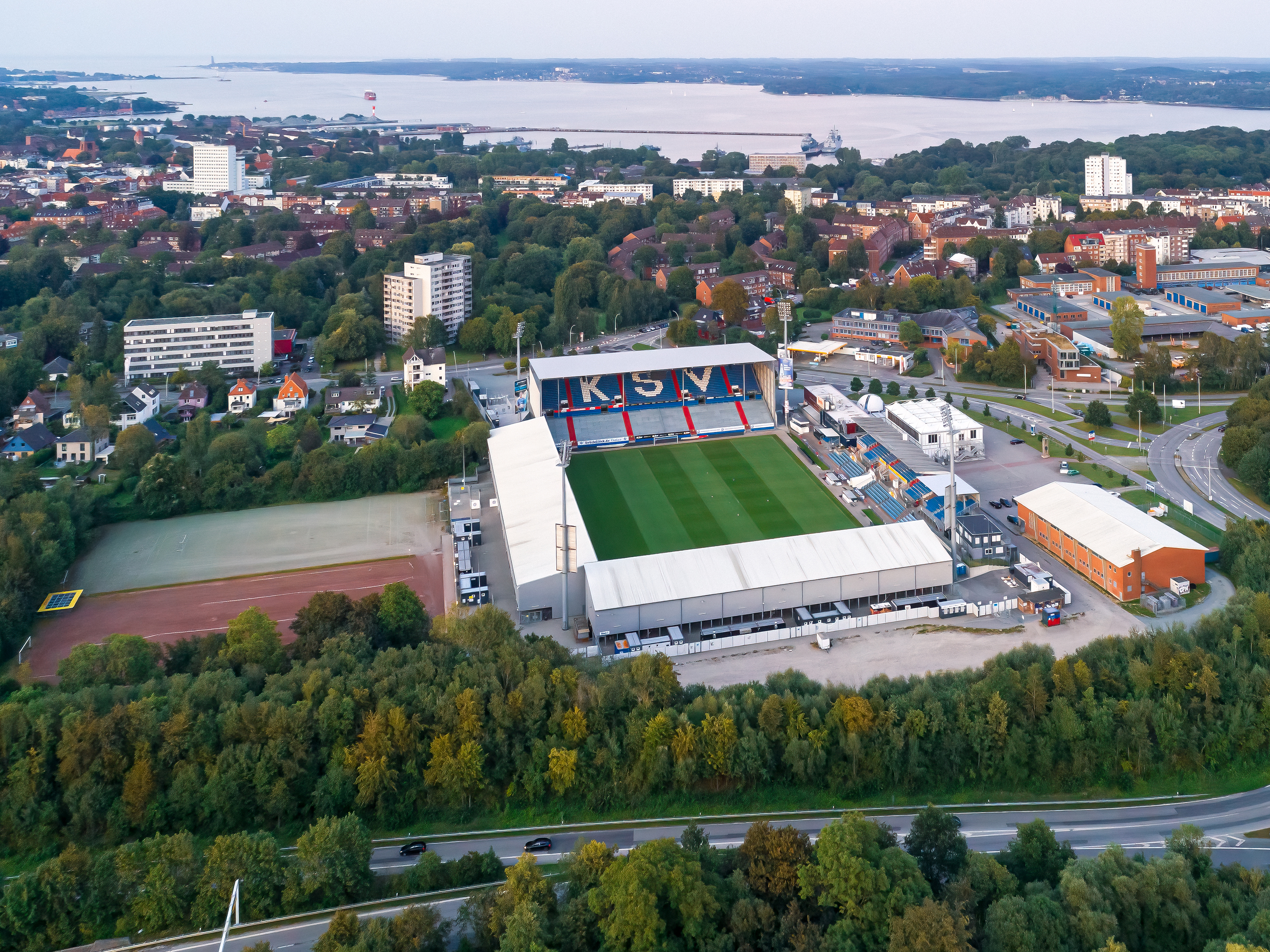
Holstein-Stadion

## Lotul actual
La 27 august 2024
| Nr. |          | Poziție | Jucător                |
| --- | -------- | ------- | ---------------------- |
| 1   | Germania | P       | Timon Weiner           |
| 3   | Germania | F       | Marco Komenda          |
| 4   | Germania | F       | Patrick Erras          |
| 5   | Suedia   | F       | Carl Johansson         |
| 6   | Serbia   | M       | Marko Ivezić           |
| 7   | Germania | M       | Steven Skrzybski       |
| 8   | Germania | A       | Finn Porath            |
| 9   | Austria  | A       | Benedikt Pichler       |
| 10  | Germania | M       | Lewis Holtby           |
| 11  | Suedia   | A       | Alexander Bernhardsson |
| 13  | Japonia  | A       | Shuto Machino          |
| 14  | Germania | F       | Max Geschwill          |
| 15  | Germania | M       | Marvin Schulz          |
| 16  | Germania | A       | Andu Kelati            |

| Nr. |                       | Poziție | Jucător            |
| --- | --------------------- | ------- | ------------------ |
| 17  | Germania              | F       | Timo Becker        |
| 19  | Germania              | A       | Phil Harres        |
| 20  | Germania              | A       | Fiete Arp          |
| 21  | Germania              | P       | Thomas Dähne       |
| 22  | Germania              | M       | Nicolai Remberg    |
| 23  | Germania              | F       | Lasse Rosenboom    |
| 24  | Norvegia              | M       | Magnus Knudsen     |
| 27  | Polonia               | F       | Tymoteusz Puchacz  |
| 28  | Germania              | M       | Aurel Wagbe        |
| 31  | Germania              | P       | Marcel Engelhardt  |
| 34  | Germania              | F       | Colin Kleine-Bekel |
| 37  | Bosnia și Herțegovina | M       | Armin Gigović      |
| 40  | Turcia                | P       | Tyler Doğan        |